# Rhamnus purpureus
Rhamnus purpureus är en brakvedsväxtart som beskrevs av Michael Pakenham Edgeworth. Rhamnus purpureus ingår i släktet getaplar, och familjen brakvedsväxter. Inga underarter finns listade i Catalogue of Life.